# Sho Morita
Sho Morita (森田 翔 Morita Sho?), född 6 juli 2003 i Niigata prefektur, är en japansk fotbollsspelare.
Morita började sin karriär 2019 i FC Tokyo.